# شيلا فوربس
شيلا فوربس (بالإنجليزية: Sheila Forbes)‏ هي سيدة أعمال بريطانية، ولدت في 31 ديسمبر 1946.